# Olympische Sommerspiele 1904/Teilnehmer (Frankreich)
| Gelbes Symbol für Goldmedaillen mit stilisierten Olympischen Ringen | Graues Symbol für Silbermedaillen mit stilisierten Olympischen Ringen | Braundes Symbol für Bronzemedaillen mit stilisierten Olympischen Ringen |
| ------------------------------------------------------------------- | --------------------------------------------------------------------- | ----------------------------------------------------------------------- |
| —                                                                   | —                                                                     | —                                                                       |

Frankreich nahm an den Olympischen Sommerspielen 1904 in St. Louis nicht mit einer eigenen Mannschaft teil. Zwar besaß Albert Corey die französische Staatsbürgerschaft, dennoch trat er für den Verein Chicago Athletic Association an. Obwohl er zum Zeitpunkt der Teilnahme an den Spielen nicht die amerikanische Staatsbürgerschaft besaß, wird er bei seinem zweiten Platz im Marathon heute vom IOC als US-Amerikaner geführt, wohingegen er die Mannschafts-Silbermedaille mit einer "gemischten Mannschaft" errungen hat. Demzufolge fließen die Leistungen Coreys nicht in den französischen Medaillenspiegel.

## Teilnehmer nach Sportarten

### Leichtathletik
- Albert Corey
  - Mannschaftslauf

Finale: 28 Punkte, Rang zwei  (als Teil der Gemischten Mannschaft)